# ألبرتو أرماندو
ألبرتو أرماندو (بالإسبانية: Alberto J. Armando)‏ هو لاعب كرة قدم أرجنتيني، ولد في 4 فبراير 1910 في سانتا في في الأرجنتين، وتوفي في 28 نوفمبر 1988 في بوينس آيرس في الأرجنتين.